# Венцель, Эрнст Фердинанд
Эрнст Фердинанд Венцель (нем. Ernst Ferdinand Wenzel; 25 января 1808 года, Вальддорф — 16 августа 1880 года, Бад-Кёзен) — немецкий пианист и музыкальный педагог.

## Биография
Изучал философию в Лейпцигском университете, одновременно частным образом занимаясь фортепиано с Фридрихом Виком. Ещё в этот период сблизился с Робертом Шуманом, в дальнейшем часто публиковал статьи в шумановской «Новой музыкальной газете». Был дружен и с Иоганнесом Брамсом, посвятившим Венцелю Скерцо ми бемоль минор Op. 4 (1851).
По приглашению Феликса Мендельсона начал преподавать фортепиано в Лейпцигской консерватории с 1843 года и оставался на этом посту до конца жизни. Среди учеников Венцеля были, в частности, Эдвард Григ (восхищавшийся педагогическим даром Венцеля), Рафаэль Йошеффи, Алберт Огастас Стэнли, Уильям Брэдбери, Дора Ширмахер.
Русское издание «Музыкального словаря» Хуго Римана сообщает (1905): «Венцель был отличным музыкантом, умным человеком, но отличался странностями».